# Alvin Ing
Alvin Y. F. Ing (Honolulu, 26 de mayo de 1932 - Burbank, 31 de julio de 2021) fue un cantante y actor estadounidense. Su carrera incluyó cine, televisión, teatro musical y actos de cabaret.

## Primeros años
Ing nació en Honolulu, Hawái. Estudió música en la Universidad de Hawái y en la Universidad de Columbia en Nueva York.

## Carrera

### Teatro
Ing estaba bien asociado con el musical Flower Drum Song de Rodgers y Hammerstein. Interpretó el papel de Wang Ta en numerosas giras y producciones de stock, actuando en la pieza más que cualquier otro actor apareció en el musical Chu Chem en 1966, pero la producción cerró antes de llegar a Broadway. Antes de su carrera en Broadway, Ing apareció en dos espectáculos Off-Broadway e hizo su debut en Broadway en Pacific Overtures de Stephen Sondheim en 1976. Regresó a Broadway en 2004 para una reposición del mismo espectáculo, interpretando uno de sus papeles originales, la Madre del Shogun. Debido a su conexión con Flower Drum Song, Ing también formó parte de la revisión de Broadway de 2002, con adiciones de David Henry Hwang. Actuó en giras de Two Gentlemen of Verona, City of Angels y la adaptación teatral de The World of Suzie Wong, así como con compañías regionales como East West Players, donde nuevamente interpretó a Shogun's Mother en Pacific Overtures. Su actuación en la producción original de Pacific Overtures también fue grabada y transmitida por la televisión japonesa. En 1996, Ing apareció en el Teatro de Repertorio de Singapur en el estreno mundial del musical de Dick Lee Sing to the Dawn, basado en el libro de Minfong Ho. Los compañeros de reparto incluyeron a Lee, June Angela y Sala Iwamatsu. En octubre de 2011, Ing participó en talleres y audiciones de patrocinadores para la adaptación musical de Honeymoon in Vegas, una pieza que finalmente llegó a Broadway en 2015.
Ing participó activamente en el Theatre for Asian American Performing Artists durante la década de 1970. La organización realizó obras de teatro y revistas, además de protestar contra los estereotipos como una forma de abogar por las oportunidades de actuación de los asiático-estadounidenses. Ing también fue un tema de entrevista para un documental sobre el compañero de reparto de Flower Drum Song, Jack Soo, y las luchas de los artistas asiático-estadounidenses debido a la cara amarilla y los estereotipos.

### Cine y televisión
Además de su carrera en el teatro musical, Ing actuó en televisión y cine. Tuvo papeles recurrentes en las telenovelas The Doctors y Falcon Crest, pero también tuvo numerosos papeles como invitado en programas como Benson, How the West Was Won, Los ángeles de Charlie, Quincy, M.E., All-American Girl, Dallas, Dinastía, La isla de la fantasía, Law & Order: Criminal Intent, Agents of SHIELD y Hawaii Five-0. Sus créditos cinematográficos incluyen The Final Countdown, Stir Crazy, Troop Beverly Hills, Smilla's Sense of Snow, y en su papel cinematográfico más importante, Mr. Lee, un antagonista principal junto a Mark Wahlberg en The Gambler.

### Música
La carrera de cantante de Ing incluyó cabarets, conciertos benéficos y un CD, Swing with Ing, que grabó con Betty Loo Taylor. En colaboración con el miembro del elenco de Flower Drum Song revival y nacido en Okinawa, Yuka Takara, Ing realizó numerosos compromisos de canto como parte de una Noche de Broadway anual en Okinawa. Ing también participó en The X Factor. En diciembre de 2018, Ing y docenas de otros artistas asiático-estadounidenses celebraron el 60 aniversario de Flower Drum Song interpretando el número de apertura en el evento benéfico Broadway Cares / Equity Fights AIDS, donde se recaudaron más de 6 millones de dólares.

## Fallecimiento
Ing falleció por complicaciones de COVID-19 en el Centro Médico Providence Saint Joseph en Burbank, California, el 31 de julio de 2021. Su representante, Shushu Entertainment, reveló que Ing estaba completamente vacunado y que fue diagnosticado con neumonía a mediados de julio y luego se confirmó que tenía COVID-19 unos días después. Después de dos semanas de luchar contra la enfermedad, falleció debido a un paro cardíaco. Tenía 89 años.

## Filmografía

### Cine
| Año  | Título                      | Papel                   | notas |
| ---- | --------------------------- | ----------------------- | ----- |
| 1971 | Hechos el uno para el otro  |                         |       |
| 1980 | El final de la cuenta atrás | Teniente Kajima         |       |
| 1980 | Locos de remate             | Médico coreano          |       |
| 1985 | Violaciónes en movimiento   | Capataz de construcción |       |
| 1989 | Troop Beverly Hills         | Ho                      |       |
| 1997 | Smilla's Sense of Snow      | luz                     |       |
| 2000 | Brother                     | Médico                  |       |
| 2014 | The Gambler                 | señor lee               |       |
| 2021 | Year of the Detectives      | Sr. huang               |       |